# Demathieu Bard
Pour les articles homonymes, voir Bard.
 (novembre 2015).
Demathieu-Bard (anciennement Demathieu puis Demathieu et Bard) est une entreprise française du secteur de la construction créée en 1861 par Pierre et Julien Demathieu à Rohrbach-lès-Bitche, entre Metz et Strasbourg, en Moselle.
Spécialisée au départ dans le génie civil et les ouvrages d'art, le groupe a progressivement élargi son activité vers le bâtiment et l'industrie. Elle est aujourd'hui une des principales entreprises indépendantes du BTP en France. Son siège est à Montigny-lès-Metz et elle dispose de plusieurs agences dans toutes les régions de France.

## Historique
En 1861, Pierre et Julien Demathieu créent l'entreprise Demathieu à Rohrbach-lès-Bitche en Moselle. L'entreprise réalise d'importants travaux pour les chemins de fer et participe à la construction du tunnel ferroviaire d'Auboué en Meurthe-et-Moselle l'année suivante.
En 2018, deux entreprises européennes sont choisies pour réaliser l'extension du métro B à Lyon : Implenia (Suisse) et Demathieu-Bard (France). Cette dernière travaille également sur deux lignes du futur Grand Paris Express : ligne 15 et ligne 17.

## Activités
L'entreprise intervient sur les marchés d'infrastructures routières et ferroviaires, de ponts, du génie civil comme dans la construction de bâtiments neufs ainsi que dans la réhabilitation de bâtiments existants[réf. souhaitée].

## Chiffre d'affaires
L'entreprise emploie plus de 2 613 personnes à travers le monde. 
En 2019, elle a réalisé un chiffre d'affaires de 1 500 millions d'euros.

## Organisation et implantations
Le pôle construction bâtiment national a son siège social à Montigny-lès-Metz. Le pôle Infrastructures Génie Civil est situé à Woippy (Moselle), le pôle matériel se trouve quant à lui réparti sur deux sites en France à Woippy (Moselle) et Villeurbanne (Métropole de Lyon).

## Lobbying
Demathieu-Bard déclare à la Haute Autorité pour la transparence de la vie publique exercer des activités de lobbying en France pour un montant qui n'excède pas 100 000 euros sur l'année 2019.